# معبد نانشو

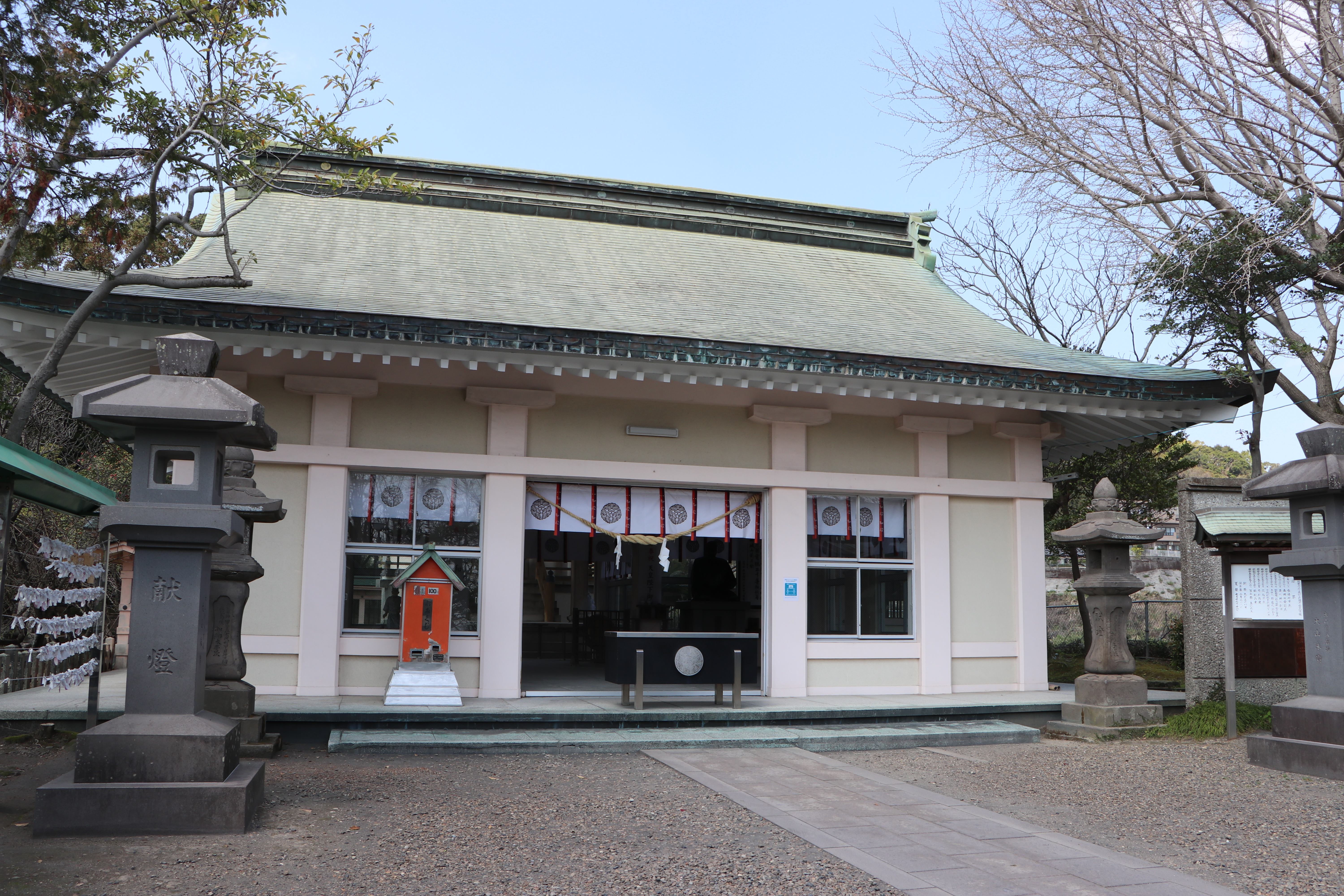
معبد

معبد نانشو (به ژاپنی: 南洲神社 なんしゅうじんじゃ)؛ زیارتگاهی است که در کامی‌تاتسو-چو (上竜尾町 かみたつおちょう)، شهر کاگوشیما، استان کاگوشیما واقع شده است. این زیارتگاه قبلاً یک زیارتگاه بدون رتبه بود . این زیارتگاه در شمال گورستان نانشو واقع شده است، جایی که سربازانی که در نبرد در کنار ارتش سایگو تاکاموری در طول شورش ساتسوما/جنگ سینان کشته شدند، دفن شده‌اند. این زیارتگاه، سایگو تاکاموری و ۶۸۰۰ سرباز کشته شده در ارتش ساتسوما در طول جنگ سینان را در خود جای داده است.